# FC Edixvelde
FC Edixvelde was een Belgische voetbalclub. De club was bij de KBVB aangesloten met stamnummer 7017 en had zwart en geel als kleuren. De ploeg speelde zijn thuiswedstrijden op de Ediksveldestraat te Erpe, hoewel de club afkomstig was uit het nabijgelegen Nieuwerkerken. De wijk Edixvelde is zowel in Erpe, Mere als Nieuwerkerken gelegen.

## Geschiedenis
Edixvelde werd opgericht op 16 maart 1967 en sloot zich op 1 april 1967 aan bij de Belgische Voetbalbond. 
De club startte in Derde Provinciale, wat toen de laagste reeks was. Toen in 1969 Vierde Provinciale werd ingevoerd, kwam Edixvelde daar terecht, maar werd onmiddellijk kampioen, waardoor men terugkeerde naar Derde Provinciale.
De club zou tot 1977 in Derde Provinciale standhouden, toen leidde een voorlaatste plaats opnieuw naar Vierde Provinciale. 
In 1989 kon de club nog één keer terug naar Derde Provinciale, maar het werd met een laatste plaats geen succes. 
De rest van zijn bestaan zou de club in Vierde Provinciale spelen, met steeds vaker klasseringen in de onderste helft van de rangschikking.
Na het seizoen 1998/99 besloot FC Edixvelde om ermee op te houden. De club ging op in het nabijgelegen FC Mere.
Actief: SK Aaigem · Erpe-Mere United (KRC Bambrugge)

Voormalig: FC Edixvelde · FC Oranja Erpe · KVC Erpe Erondegem (KFC Olympia Erondegem) · FC Mere · KFC Olympic Burst